# George Dockrell
George Henry Dockrell (nacido el 22 de julio de 1992) es un jugador de críquet irlandés.

## Carrera profesional
Dockrell hizo su debut con Irlanda A en 2008. El mismo año fue invitado a sesiones de entrenamiento con Somerset County Cricket Club.
El 10 de julio de 2020, Dockrell fue nombrado en el equipo de 21 hombres de Irlanda para viajar a Inglaterra para comenzar a entrenar a puerta cerrada para la serie ODI contra el equipo de cricket de Inglaterra.
In February 2021, Dockrell was named as the captain of the Ireland Wolves' squad for their red-ball matches against Bangladés.